# Coupe Gambardella 2022-2023
Navigation
Édition précédente Édition suivante
La Coupe Gambardella 2022-2023 est la 69e édition de la Coupe Gambardella de football. Elle est organisée durant la saison 2022-2023 par la Fédération française de football et ses ligues régionales, et se déroule sur toute la saison, de septembre à avril. La compétition à élimination directe met aux prises les équipes de moins de 18 ans des clubs à travers la France. Les joueurs qualifiés dans la compétition sont nés au plus tôt le 1er janvier 2005.

## Calendrier
| Tour                              | Nom                        | Dates retenues       |
| Épreuve éliminatoire (2022)       |                            |                      |
| Tours régionaux                   | Tours régionaux            | Dates régionales     |
| Finales régionales                | Finales régionales         | dimanche 20 novembre |
| Phase finale (2022 et 2023)       |                            |                      |
| Entrée des 56 clubs nationaux U19 |                            |                      |
| 1                                 | 1er tour fédéral           | dimanche 11 décembre |
| 2                                 | Trente-deuxièmes de finale | dimanche 8 janvier   |
| 3                                 | Seizièmes de finale        | dimanche 29 janvier  |
| 4                                 | Huitièmes de finale        | dimanche 19 février  |
| 5                                 | Quarts de finale           | dimanche 12 mars     |
| 6                                 | Demi-finales               | dimanche 9 avril     |
| 7                                 | Finale au Stade de France  | samedi 29 avril      |

## Résultats

### 1ertour fédéral
Le tirage au sort a lieu le 24 novembre 2022.

Les rencontres ont lieu le dimanche 11 décembre 2022.
Les 128 clubs sont répartis dans 6 groupes par géographie (pour éviter les longs déplacements).
- Groupe A

| Date             | Heure | Club                   | Résultat          | Club                 | Stade                                           | Réf.    |
| ---------------- | ----- | ---------------------- | ----------------- | -------------------- | ----------------------------------------------- | ------- |
| 11 décembre 2022 | 14h30 | RC Lens (1)            | 1 - 2             | Le Havre AC (1)      | Stade Santiago Bernabeu, Avion                  | Rapport |
| 11 décembre 2022 | 14h30 | US Quevilly (2)        | 3 - 3 (2 T.a.b 4) | Valenciennes FC (1)  | Stade Mahmoud Tiarci, Le Petit-Quevilly         | Rapport |
| 11 décembre 2022 | 14h30 | US Nogent-sur-Oise (3) | 2 - 2 (3 T.a.b 4) | FC Offranville (2)   | Complexe Sportif Georges Lenne, Nogent-sur-Oise | Rapport |
| 11 décembre 2022 | 14h30 | Le Blanc-Mesnil SF (2) | 0 - 0 (1 T.a.b 4) | ESM Gonfreville (1)  | Complexe sportif Paul Eluard, Le Blanc-Mesnil   | Rapport |
| 11 décembre 2022 | 14h30 | Stade béthunois FC (2) | 0 - 3             | LOSC Lille (1)       | Stade Du 8 Ter, Béthune                         | Rapport |
| 11 décembre 2022 | 14h30 | AS Outreau (2)         | 0 - 2             | JA Drancy (1)        | Stade Municipal, Outreau                        | Rapport |
| 11 décembre 2022 | 14h30 | AAS Sarcelles (2)      | 2 - 2 (7 T.a.b 6) | SC hazebrouckois (2) |                                                 | Rapport |
| 11 décembre 2022 | 14h30 | US Boulogne (2)        | 1 - 1 (5 T.a.b 6) | USL Dunkerque (1)    | Stade de la Waroquerie, Saint-Martin-Boulogne   | Rapport |

- Groupe B

| Date             | Heure | Club                            | Résultat          | Club                             | Stade                                      | Réf.    |
| ---------------- | ----- | ------------------------------- | ----------------- | -------------------------------- | ------------------------------------------ | ------- |
| 11 décembre 2022 | 14h30 | US Chantilly (2)                | 0 - 0 (7 T.a.b 6) | FC 93 Bobigny-Bagnolet-Gagny (1) | Stade des Bourgognes, Vineuil-Saint-Firmin | Rapport |
| 11 décembre 2022 | 14h30 | FC Fleury 91 (2)                | 2 - 1             | USM Saran (1)                    | Stade Lascombe, Fleury-Mérogis             | Rapport |
| 11 décembre 2022 | 14h30 | ESA Linas-Montlhéry (2)         | 1 - 1 (4 T.a.b 2) | Montfermeil FC (1)               | Stade Paul Desgouillons, Montlhéry         | Rapport |
| 11 décembre 2022 | 14h30 | Stade de Reims (1)              | 0 - 3             | Paris Saint-Germain (1)          | Stade Blériot, Bétheny                     | Rapport |
| 11 décembre 2022 | 14h30 | Entente Feignies Aulnoye FC (2) | 2 - 3             | Paris FC (1)                     | Stade Ernest Labrosse, Aulnoye-Aymeries    | Rapport |
| 11 décembre 2022 | 14h30 | FC Goussainville (3)            | 2 - 5             | Amiens SC (1)                    | Stade Maurice Baquet, Goussainville        | Rapport |
| 11 décembre 2022 | 14h30 | FC Chambly Oise (2)             | 0 - 1             | FC Versailles 78 (2)             | Stade des Marais, Chambly                  | Rapport |
| 11 décembre 2022 | 14h30 | FC Rouen 1899 (2)               | 6 - 0             | COM Bagneux (2)                  | Stade Pierre Lefrançois, Le Grand-Quevilly | Rapport |

- Groupe C

| Date             | Heure | Club                      | Résultat          | Club                        | Stade                                                   | Réf.    |
| ---------------- | ----- | ------------------------- | ----------------- | --------------------------- | ------------------------------------------------------- | ------- |
| 10 décembre 2022 | 14h30 | AS Illzach Modenheim (2)  | 2 - 5             | ES Troyes AC (1)            | Stade Joseph Biechlin, Illzach                          | Rapport |
| 11 décembre 2022 | 13h00 | Sainte-Geneviève FC (3)   | 0 - 4             | AJ Auxerre (1)              | Parc des Sports Léo Lagrange, Sainte-Geneviève-des-Bois | Rapport |
| 11 décembre 2022 | 14h30 | FC Nogentais (2)          | 1 - 3             | FC Sochaux-Montbéliard (1)  | Stade Roger Couderc, Nogent-sur-Seine                   | Rapport |
| 11 décembre 2022 | 14h30 | SC Schiltigheim (2)       | 1 - 1 (4 T.a.b 5) | US Torcy (1)                | Stade Gustave Kitzinger, Schiltigheim                   | Rapport |
| 11 décembre 2022 | 14h30 | Neuilly sur Marne SFC (2) | 2 - 2 (4 T.a.b 3) | US Thionville-Lusitanos (2) | Stade Georges Foulon, Neuilly-sur-Marne                 | Rapport |
| 11 décembre 2022 | 14h30 | AS Pagny sur Moselle (2)  | 1 - 3             | FC Metz (1)                 | Stade Christian Giamberini, Pagny-sur-Moselle           | Rapport |
| 11 décembre 2022 | 14h30 | RC Strasbourg Alsace (1)  | 2 - 2 (3 T.a.b 4) | AS Nancy-Lorraine (1)       | Salle Jean-Nicolas Muller, Strasbourg                   | Rapport |
| 11 décembre 2022 | 15h00 | FC Mulhouse (2)           | 2 - 3             | RC Épernay Champagne (2)    | Complexe Sportif de la Doller, Mulhouse                 | Rapport |

- Groupe D

| Date             | Heure | Club                           | Résultat          | Club                            | Stade                                         | Réf.    |
| ---------------- | ----- | ------------------------------ | ----------------- | ------------------------------- | --------------------------------------------- | ------- |
| 10 décembre 2022 | 14h00 | Stade auxerrois (2)            | 0 - 3             | Le Puy Foot 43 Auvergne (1)     | Stade de l'Arbre-Sec, Auxerre                 | Rapport |
| 11 décembre 2022 | 11h00 | Racing Besançon (2)            | 2 - 1             | SC Bastia (1)                   | Stade Léo Lagrange, Besançon                  | Rapport |
| 11 décembre 2022 | 14h30 | FC Villefranche Beaujolais (2) | 0 - 1             | Bourg-en-Bresse Péronnas 01 (1) | Stade Armand Chouffet, Villefranche-sur-Saône | Rapport |
| 11 décembre 2022 | 14h30 | Louhans-Cuiseaux FC (2)        | 0 - 4             | Olympique lyonnais (1)          | Parc des sports du Bram, Louhans              | Rapport |
| 11 décembre 2022 | 15h00 | Clermont Foot 63 (1)           | 1 - 1 (5 T.a.b 4) | AS Saint-Étienne (1)            | Stade Gabriel-Montpied, Clermont-Ferrand      | Rapport |
| 11 décembre 2022 | 14h30 | CA Pontarlier (2)              | 4 - 1             | FC Pontcharra Saint-Lou (2)     | Stade André Hammerli, Pontarlier              | Rapport |
| 11 décembre 2022 | 14h30 | FC Montceau Bourgogne (3)      | 1 - 1 (6 T.a.b 5) | ASPTT Dijon (1)                 | Stade des Alouettes, Montceau-les-Mines       | Rapport |
| 18 décembre 2022 | 14h30 | Cluses-Scionzier FC (2)        | -                 | FC Annecy (2)                   | Stade Intercommunal, Cluses                   | Rapport |

- Groupe E

| Date             | Heure | Club                      | Résultat          | Club                       | Stade                                | Réf.    |
| ---------------- | ----- | ------------------------- | ----------------- | -------------------------- | ------------------------------------ | ------- |
| 10 décembre 2022 | 14h00 | Vénissieux FC (2)         | 0 - 5             | AS Monaco (1)              | Stade Laurent Gérin, Vénissieux      | Rapport |
| 11 décembre 2022 | 14h30 | AS Saint-Priest (2)       | 2 - 0             | OGC Nice (1)               | Stade Jacques Joly, Saint-Priest     | Rapport |
| 11 décembre 2022 | 14h30 | GFC Ajaccio (2)           | 5 - 0             | AS Cannes (1)              | Stade Ange-Casanova, Ajaccio         | Rapport |
| 11 décembre 2022 | 14h30 | Nîmes Olympique (2)       | 3 - 0             | Olympique de Marseille (1) | Complexe Sportif La Bastide, Nîmes   | Rapport |
| 11 décembre 2022 | 14h30 | Aubagne FC (3)            | 3 - 1             | Cavigal Nice (2)           | Stade Jo Bonnel, Aubagne             | Rapport |
| 11 décembre 2022 | 14h30 | Olympique de Valence (2)  | 1 - 1 (2 T.a.b 4) | SC Air Bel (1)             | Stade Chamberlière, Valence          | Rapport |
| 11 décembre 2022 | 14h30 | Istres FC (1)             | 1 - 0             | AC Ajaccio (1)             | Stade Auguste Audibert, Istres       | Rapport |
| 11 décembre 2022 | 14h30 | Marignane Gignac CBFC (2) | 2 - 0             | FC Loisirs Malpassé (2)    | Parc des sports du Bolmon, Marignane | Rapport |

- Groupe F

| Date             | Heure | Club                     | Résultat          | Club                      | Stade                                   | Réf.    |
| ---------------- | ----- | ------------------------ | ----------------- | ------------------------- | --------------------------------------- | ------- |
| 10 décembre 2022 | 14h30 | ES blanquefortaise (2)   | 0 - 9             | Girondins de Bordeaux (1) | Stade Jean-Pierre Delhomme, Blanquefort | Rapport |
| 10 décembre 2022 | 15h00 | Pau FC (2)               | 3 - 0             | Aurillac FC (2)           | Stade Du Hameau Idron, Bizanos          | Rapport |
| 11 décembre 2022 | 14h30 | AS Béziers (1)           | 1 - 0             | Montpellier HSC (1)       | Stade de la Présidente, Béziers         | Rapport |
| 11 décembre 2022 | 14h30 | Balma SC (2)             | 0 - 2             | Toulouse FC (1)           | Stade Nicolas Campailla, Balma          | Rapport |
| 11 décembre 2022 | 14h30 | AS Montferrand (2)       | 2 - 1             | SA Mérignac (1)           | Stade des Gravanches, Clermont-Ferrand  | Rapport |
| 11 décembre 2022 | 14h30 | Castelnau Le Crès FC (2) | 0 - 0 (5 T.a.b 4) | Stade bordelais (2)       | Stade Rolland Gamet, Le Crès            | Rapport |
| 11 décembre 2022 | 14h30 | Stade Balarucois (3)     | 0 - 6             | US Colomiers (1)          | Stade Municipal, Balaruc-les-Bains      | Rapport |
| 11 décembre 2022 | 14h30 | Bergerac Périgord FC (2) | 2 - 1             | Blagnac FC (1)            | Stade de Campréal, Bergerac             | Rapport |

- Groupe G

| Date             | Heure | Club                            | Résultat          | Club                 | Stade                                         | Réf.    |
| ---------------- | ----- | ------------------------------- | ----------------- | -------------------- | --------------------------------------------- | ------- |
| 11 décembre 2022 | 14h30 | Voltigeurs de Châteaubriant (2) | 0 - 3             | Chamois niortais (1) | Stade Le Sinterco, Châteaubriant              | Rapport |
| 11 décembre 2022 | 14h30 | GJ VVM Chauvigny (2)            | 1 - 1 (4 T.a.b 2) | La Roche VF (1)      | Stade Gilbert Arnault, Chauvigny              | Rapport |
| 11 décembre 2022 | 14h30 | LB Châteauroux (2)              | 0 - 0 (1 T.a.b 4) | FC Nantes (1)        | Stade Claude Jamet, Châteauroux               | Rapport |
| 11 décembre 2022 | 14h30 | Saint-Nazaire AF (2)            | 2 - 1             | USSA Vertou (1)      | Stade Léo Lagrange, Saint-Nazaire             | Rapport |
| 11 décembre 2022 | 14h30 | FC Bressuire (2)                | 1 - 6             | Angers SCO (1)       | Stade Alain Metayer, Bressuire                | Rapport |
| 11 décembre 2022 | 14h30 | St-Pryvé St-Hilaire FC (2)      | 1 - 3             | SO Cholet (2)        | Stade du Grand Clos, Saint-Pryvé-Saint-Mesmin | Rapport |
| 11 décembre 2022 | 14h30 | Vendée Poiré Football (2)       | 1 - 3             | US Orléans (1)       | Stade de l'Idonnière, Le Poiré-sur-Vie        | Rapport |
| 11 décembre 2022 | 15h00 | USJA Carquefou (2)              | 1 - 0             | FC Lorient (1)       | Stade du Moulin Boisseau, Carquefou           | Rapport |

- Groupe H

| Date             | Heure | Club                     | Résultat          | Club                    | Stade                                     | Réf.    |
| ---------------- | ----- | ------------------------ | ----------------- | ----------------------- | ----------------------------------------- | ------- |
| 10 décembre 2022 | 14h30 | FC Saint-Saturnin (2)    | 1 - 3             | EA Guingamp (1)         | Stade Daniel Langlais, Saint-Saturnin     | Rapport |
| 10 décembre 2022 | 15h00 | Lannion FC (2)           | 0 - 2             | Stade plabennécois (2)  | Stade René Guillou, Lannion               | Rapport |
| 10 décembre 2022 | 18h00 | Le Mans FC (1)           | 1 - 1 (2 T.a.b 4) | Stade lavallois MFC (1) | Stade de la Californie, Le Mans           | Rapport |
| 11 décembre 2022 | 13h00 | Paotred Dispount (2)     | 0 - 2             | SM Caen (1)             | Stade Lestonan, Ergué-Gabéric             | Rapport |
| 11 décembre 2022 | 14h30 | Maladrerie OS (2)        | 0 - 2             | Stade rennais FC (1)    | Stade Joseph Deterville, Caen             | Rapport |
| 11 décembre 2022 | 14h30 | C' Chartres Football (2) | 4 - 2             | CA Lisieux (2)          | Stade Jean Gallet, Chartres               | Rapport |
| 11 décembre 2022 | 14h30 | US Avranches (1)         | 2 - 2 (6 T.a.b 7) | Stade brestois 29 (1)   |                                           | Rapport |
| 11 décembre 2022 | 14h30 | Vannes OC (2)            | 5 - 0             | RC Lesneven (2)         | Complexe Sportif du Perenno, Theix-Noyalo | Rapport |

### Trente-deuxièmes de finale
Le tirage au sort a lieu le 15 décembre 2022,.
Les rencontres ont lieu le dimanche 8 janvier 2023.

#### Participants
Les 64 clubs sont répartis dans 4 groupes par géographie (pour éviter les longs déplacements) et par niveau.

#### Rencontres
- Groupe A

| Date           | Heure | Club                     | Résultat          | Club                     | Stade                                        | Réf.    |
| -------------- | ----- | ------------------------ | ----------------- | ------------------------ | -------------------------------------------- | ------- |
| 8 janvier 2023 | 14h30 | FC Rouen 1899 (2)        | 2 - 1             | AAS Sarcelles (2)        | Stade Pierre Lefrançois, Le Grand-Quevilly   | Rapport |
| 8 janvier 2023 | 14h30 | FC Versailles 78 (2)     | 0 - 1             | Valenciennes FC (1)      | Stade de Porchefontaine, Versailles          | Rapport |
| 8 janvier 2023 | 14h30 | FC Offranville (2)       | 0 - 6             | Amiens SC (1)            | Stade Municipal L'Épine, Offranville         | Rapport |
| 8 janvier 2023 | 14h30 | Le Havre AC (1)          | 1 - 1 (5 T.a.b 4) | USL Dunkerque (1)        | Complexe Sportif Youri Gagarine, Le Havre    | Rapport |
| 8 janvier 2023 | 14h30 | US Chantilly (2)         | 3 - 3 (5 T.a.b 4) | C' Chartres Football (2) | Stade des Bourgognes, Vineuil-Saint-Firmin   | Rapport |
| 8 janvier 2023 | 14h30 | ESA Linas-Montlhéry (2)  | 0 - 0 (4 T.a.b 3) | ESM Gonfreville (1)      | Stade Paul Desgouillons, Montlhéry           | Rapport |
| 8 janvier 2023 | 14h30 | Paris Saint-Germain (1)  | 2 - 3             | LOSC Lille (1)           | Stade Georges-Lefèvre, Saint-Germain-en-Laye | Rapport |
| 8 janvier 2023 | 15h00 | RC Épernay Champagne (2) | 1 - 0             | SM Caen (1)              | Stade Paul Chandon, Épernay                  | Rapport |

- Groupe B

| Date           | Heure | Club                            | Résultat          | Club                       | Stade                                   | Réf.    |
| -------------- | ----- | ------------------------------- | ----------------- | -------------------------- | --------------------------------------- | ------- |
| 8 janvier 2023 | 13h30 | AS Montferrand (2)              | 0 - 1             | FC Fleury 91 (2)           | Stade des Gravanches, Clermont-Ferrand  | Rapport |
| 8 janvier 2023 | 14h30 | CA Pontarlier (2)               | 1 - 2             | JA Drancy (1)              | Stade André Hammerli, Pontarlier        | Rapport |
| 8 janvier 2023 | 14h30 | Racing Besançon (2)             | 3 - 6             | FC Metz (1)                | Stade Léo Lagrange, Besançon            | Rapport |
| 8 janvier 2023 | 14h30 | Paris FC (1)                    | 2 - 1             | FC Sochaux-Montbéliard (1) | Stade Déjerine, Paris                   | Rapport |
| 8 janvier 2023 | 14h30 | Bourg-en-Bresse Péronnas 01 (1) | 1 - 1 (6 T.a.b 7) | US Torcy (1)               | Stade Municipal, Péronnas               | Rapport |
| 8 janvier 2023 | 14h30 | FC Annecy (2)                   | 1 - 3             | AJ Auxerre (1)             | Parc des Sports, Annecy                 | Rapport |
| 8 janvier 2023 | 14h30 | Neuilly sur Marne SFC (2)       | 1 - 6             | ES Troyes AC (1)           | Stade Georges Foulon, Neuilly-sur-Marne | Rapport |
| 8 janvier 2023 | 14h30 | FC Montceau Bourgogne (3)       | 0 - 3             | AS Nancy-Lorraine (1)      | Stade des Alouettes, Montceau-les-Mines | Rapport |

- Groupe C

| Date           | Heure | Club                      | Résultat | Club                        | Stade                                | Réf.    |
| -------------- | ----- | ------------------------- | -------- | --------------------------- | ------------------------------------ | ------- |
| 8 janvier 2023 | 13h00 | Pau FC (2)                | 2 - 0    | Le Puy Foot 43 Auvergne (1) | Stade Du Hameau Idron, Bizanos       | Rapport |
| 8 janvier 2023 | 14h30 | Nîmes Olympique (2)       | 0 - 1    | Olympique lyonnais (1)      | Complexe sportif La Bastide, Nîmes   | Rapport |
| 8 janvier 2023 | 14h30 | Marignane Gignac CBFC (2) | 2 - 1    | SC Air Bel (1)              | Stade Saint Exupery, Marignane       | Rapport |
| 8 janvier 2023 | 14h30 | US Colomiers (1)          | 1 - 0    | Toulouse FC (1)             | Complexe Sportif Capitany, Colomiers | Rapport |
| 8 janvier 2023 | 14h30 | AS Béziers (1)            | 1 - 2    | Clermont Foot 63 (1)        | Stade de la Présidente, Béziers      | Rapport |
| 8 janvier 2023 | 14h30 | GFC Ajaccio (2)           | 1 - 0    | Istres FC (1)               | Stade Ange-Casanova, Ajaccio         | Rapport |
| 8 janvier 2023 | 14h30 | Aubagne FC (3)            | 1 - 4    | AS Monaco (1)               | Stade Jo Bonnel, Aubagne             | Rapport |
| 8 janvier 2023 | 14h30 | Castelnau Le Crès FC (2)  | 1 - 2    | AS Saint-Priest (2)         | Stade Rolland Gamet, Le Crès         | Rapport |

- Groupe D

| Date           | Heure | Club                     | Résultat          | Club                      | Stade                                   | Réf.    |
| -------------- | ----- | ------------------------ | ----------------- | ------------------------- | --------------------------------------- | ------- |
| 7 janvier 2023 | 18h00 | SO Cholet (2)            | 2 - 0             | Stade lavallois MFC (1)   | Stade Pierre Blouen, Cholet             | Rapport |
| 8 janvier 2023 | 11h00 | US Orléans (1)           | 1 - 0             | EA Guingamp (1)           | Stade de la Source 2, Orléans           | Rapport |
| 8 janvier 2023 | 14h30 | Stade plabennécois (2)   | 5 - 0             | Saint-Nazaire AF (2)      | Stade Louis Goasduff, Plabennec         | Rapport |
| 8 janvier 2023 | 14h30 | Chamois niortais (1)     | 2 - 5             | Girondins de Bordeaux (1) | Stade René-Gaillard 3, Niort            | Rapport |
| 8 janvier 2023 | 14h30 | Vannes OC (2)            | 1 - 1 (1 T.a.b 3) | Stade rennais FC (1)      | Centre sportif du Pérenno, Theix-Noyalo | Rapport |
| 8 janvier 2023 | 14h30 | Bergerac Périgord FC (2) | 0 - 8             | FC Nantes (1)             | Stade de Campréal, Bergerac             | Rapport |
| 8 janvier 2023 | 14h30 | Stade brestois 29 (1)    | 1 - 2             | Angers SCO (1)            | Stade de Pen Helen, Brest               | Rapport |
| 8 janvier 2023 | 14H30 | GJ VVM Chauvigny (2)     | 1 - 2             | USJA Carquefou (2)        | Stade Gilbert Arnault, Chauvigny        | Rapport |

### Seizièmes de finale
Le tirage au sort a lieu le 12 janvier 2023.
Les rencontres ont lieu le dimanche 29 janvier 2023.

#### Participants
Les 32 clubs sont répartis dans 2 groupes par géographie (pour éviter les longs déplacements).

#### Rencontres
- Groupe A

| Date            | Heure | Club                   | Résultat          | Club                      | Stade                                        | Réf.    |
| --------------- | ----- | ---------------------- | ----------------- | ------------------------- | -------------------------------------------- | ------- |
| 29 janvier 2023 | 12h00 | US Chantilly (2)       | 0 - 2             | Girondins de Bordeaux (1) | Stade Des Bourgognes, Vineuil-Saint-Firmin   | Rapport |
| 29 janvier 2023 | 14h30 | Pau FC (2)             | 3 - 2             | SO Cholet (2)             | Stade du Hameau 2, Bizanos                   | Rapport |
| 29 janvier 2023 | 14h30 | Amiens SC (1)          | 1 - 3             | Le Havre AC (1)           | Complexe Sportif Emile Guégan, Amiens        | Rapport |
| 29 janvier 2023 | 14h30 | JA Drancy (1)          | 1 - 3             | Stade rennais FC (1)      | Stade Charles Sage, Drancy                   | Rapport |
| 29 janvier 2023 | 14h30 | FC Rouen 1899 (2)      | 1 - 1 (7 T.a.b 6) | Paris FC (1)              | Stade Pierre Lefrançois, Le Grand-Quevilly   | Rapport |
| 29 janvier 2023 | 14h30 | Stade plabennécois (2) | 0 - 0 (4 T.a.b 2) | US Colomiers (1)          | Stade Louis Goasduff, Plabennec              | Rapport |
| 29 janvier 2023 | 14h30 | FC Nantes (1)          | 3 - 2             | Angers SCO (1)            | Stade de la Jonelière, La Chapelle-sur-Erdre | Rapport |
| 29 janvier 2023 | 15h00 | USJA Carquefou (2)     | 1 - 0             | US Orléans (1)            | Stade du Moulin Boisseau, Carquefou          | Rapport |

- Groupe B

| Date            | Heure | Club                      | Résultat          | Club                     | Stade                                               | Réf.    |
| --------------- | ----- | ------------------------- | ----------------- | ------------------------ | --------------------------------------------------- | ------- |
| 29 janvier 2023 | 14h30 | AS Saint-Priest (2)       | 1 - 1 (4 T.a.b 5) | LOSC Lille (1)           | Stade Jacques Joly, Saint-Priest                    | Rapport |
| 29 janvier 2023 | 14h30 | FC Fleury 91 (2)          | 0 - 1             | AJ Auxerre (1)           | Stade Auguste Gentelet, Fleury-Mérogis              | Rapport |
| 29 janvier 2023 | 14h30 | FC Metz (1)               | 1 - 0             | US Torcy (1)             | Plaine de Jeux Saintt Symphorien, Montigny-lès-Metz | Rapport |
| 29 janvier 2023 | 14h30 | ESA Linas-Montlhéry (2)   | 1 - 2             | Olympique lyonnais (1)   | Stade Paul Desgouillons, Montlhéry                  | Rapport |
| 29 janvier 2023 | 14h30 | Valenciennes FC (1)       | 0 - 3             | ES Troyes AC (1)         | Stade Centre Formation Vafc, Famars                 | Rapport |
| 29 janvier 2023 | 14h30 | AS Nancy-Lorraine (1)     | 0 - 3             | AS Monaco (1)            | Parc des sports Michel Platini, Velaine-en-Haye     | Rapport |
| 29 janvier 2023 | 14h30 | Clermont Foot 63 (1)      | 1 - 0             | Istres FC (1)            | Stade des Gravanches, Clermont-Ferrand              | Rapport |
| 29 janvier 2023 | 15h00 | Marignane Gignac CBFC (2) | 1 - 0             | RC Épernay Champagne (2) | Stade Saint Exupery, Marignane                      | Rapport |

### Huitièmes de finale
Le tirage au sort a lieu le 1er février 2023.

Les rencontres ont lieu le dimanche 19 février 2023.
| dimanche 19 février 2023 | LOSC Lille (1)                          | 2 - 2 2 - 4 t. a. b. | AJ Auxerre (1)                                                    |                                                                                   |                                                                                   |
| 14h30                    | Faïz 33e · Ferrah 82e                   |                      | 36e Dago · 57e Rodin                                              | Domaine de Luchin, Camphin-en-Pévèle Diffuseur : YouTube Arbitrage : Elian Douart | Domaine de Luchin, Camphin-en-Pévèle Diffuseur : YouTube Arbitrage : Elian Douart |
| 14h30                    | Nagera 53e · Pennacchio 54e · Baret 90e | Rapport              | 10e Mbondo · 17e Mary · 54e Moreau · 75e Marsli · 80e Dalbérant · | Domaine de Luchin, Camphin-en-Pévèle Diffuseur : YouTube Arbitrage : Elian Douart | Domaine de Luchin, Camphin-en-Pévèle Diffuseur : YouTube Arbitrage : Elian Douart |
| 14h30                    | Tirs au but 2 - 4                       |                      |                                                                   | Domaine de Luchin, Camphin-en-Pévèle Diffuseur : YouTube Arbitrage : Elian Douart | Domaine de Luchin, Camphin-en-Pévèle Diffuseur : YouTube Arbitrage : Elian Douart |

| dimanche 19 février 2023 | FC Metz (1)  | 1 - 3   | Olympique lyonnais (1)                      |                                                                                   |                                                                                   |
| 14h30                    | Mangondo 44e | (1 - 2) | 2e (csc) Dos Santos · 37e Chaib · 57e Gueye | Stade Dezavelle, Longeville-lès-Metz Diffuseur : YouTube Arbitrage : Romain Retif | Stade Dezavelle, Longeville-lès-Metz Diffuseur : YouTube Arbitrage : Romain Retif |
| 14h30                    | Nicolas 60e  | Rapport |                                             | Stade Dezavelle, Longeville-lès-Metz Diffuseur : YouTube Arbitrage : Romain Retif | Stade Dezavelle, Longeville-lès-Metz Diffuseur : YouTube Arbitrage : Romain Retif |

| dimanche 19 février 2023 | Pau FC (2)                                            | 4 - 2   | Stade plabennécois (2)                          |                                                             |                                                             |
| 14h30                    | Faik 9e · Laffargue 12e 90e · Ossard 71e              | (2 - 2) | 29e Roué · 45e Dugand                           | Stade du Hameau Idron, Bizanos Arbitrage : Valentin Nivalle | Stade du Hameau Idron, Bizanos Arbitrage : Valentin Nivalle |
| 14h30                    | Laffargue 35e · Geraud 41e · Ossard 60e · Lapeyre 60e | Rapport | 29e Dugand · 56e Roué · 60e Saliou · 87e Carval | Stade du Hameau Idron, Bizanos Arbitrage : Valentin Nivalle | Stade du Hameau Idron, Bizanos Arbitrage : Valentin Nivalle |

| dimanche 19 février 2023 | ES Troyes AC (1)  | 1 - 1 2 - 3 t. a. b. | Stade rennais FC (1)        |                                                                                             |                                                                                             |
| 14h30                    | P.Hernández 28e   | (1 - 0)              | 79e Malouda                 | Centre Sportif de l'Aube, Rosières-près-Troyes Diffuseur : YouTube Arbitrage : Yassir Touil | Centre Sportif de l'Aube, Rosières-près-Troyes Diffuseur : YouTube Arbitrage : Yassir Touil |
| 14h30                    | Gassama 70e       | Rapport              | 59e Peslier · 63e Jacquet · | Centre Sportif de l'Aube, Rosières-près-Troyes Diffuseur : YouTube Arbitrage : Yassir Touil | Centre Sportif de l'Aube, Rosières-près-Troyes Diffuseur : YouTube Arbitrage : Yassir Touil |
| 14h30                    | Tirs au but 2 - 3 |                      |                             | Centre Sportif de l'Aube, Rosières-près-Troyes Diffuseur : YouTube Arbitrage : Yassir Touil | Centre Sportif de l'Aube, Rosières-près-Troyes Diffuseur : YouTube Arbitrage : Yassir Touil |

| dimanche 19 février 2023 | FC Rouen 1899 (2)                                                  | 1 - 3   | AS Monaco (1)                         |                                                                   |                                                                   |
| 14h30                    |                                                                    | (0 - 2) | 5e Bouabré · 25e Tincres · 74e Benama | Stade Pierre Lefrançois, Le Grand-Quevilly Arbitrage : Alexis Gil | Stade Pierre Lefrançois, Le Grand-Quevilly Arbitrage : Alexis Gil |
| 14h30                    | Tshiabu 43e · N'Diaye 52e · Frebourg 63e · Boudet 73e · Betrom 90e | Rapport | 50e Mathis Coudour · 75e Benama       | Stade Pierre Lefrançois, Le Grand-Quevilly Arbitrage : Alexis Gil | Stade Pierre Lefrançois, Le Grand-Quevilly Arbitrage : Alexis Gil |

| dimanche 19 février 2023 | Marignane Gignac CBFC (2)                  | 2 - 4   | Clermont Foot 63 (1)                         |                                                          |                                                          |
| 14h30                    | Matiss Sellaf 56e · Pen 60e                | (0 - 1) | 13e 53e Bouchenna · 65e Chastang · 68e Astic | Stade Saint Exupéry, Marignane Arbitrage : Jolan Valente | Stade Saint Exupéry, Marignane Arbitrage : Jolan Valente |
| 14h30                    | Enzo Michel 12e · Zaazaa 37e · Gautier 67e | Rapport | 23e Donavin                                  | Stade Saint Exupéry, Marignane Arbitrage : Jolan Valente | Stade Saint Exupéry, Marignane Arbitrage : Jolan Valente |

| dimanche 19 février 2023 | FC Nantes (1)            | 3 - 2   | Le Havre AC (1)                      |                                                                         |                                                                         |
| 14h30                    | Kamara 5e 60e · Zézé 52e | (1 - 1) | 14e Steve Ngoura · 82e N'Guédy Thiam | Stade Marcel-Saupin, Nantes Diffuseur : YouTube Arbitrage : Léo Terrier | Stade Marcel-Saupin, Nantes Diffuseur : YouTube Arbitrage : Léo Terrier |
| 14h30                    | Assoumani 84e            | Rapport | 68e Mosengo                          | Stade Marcel-Saupin, Nantes Diffuseur : YouTube Arbitrage : Léo Terrier | Stade Marcel-Saupin, Nantes Diffuseur : YouTube Arbitrage : Léo Terrier |

| dimanche 19 février 2023 | USJA Carquefou (2)                       | 3 - 3 4 - 3 t. a. b. | Girondins de Bordeaux (1)                             |                                                              |                                                              |
| 15h00                    | Paco 30e · Rigaud 77e · Pain 89e         | (1 - 2)              | 4e Mouanga · 44e Koukougnon · 86e Harfi               | Stade du Moulin Boisseau, Carquefou Arbitrage : Evan Le Cann | Stade du Moulin Boisseau, Carquefou Arbitrage : Evan Le Cann |
| 15h00                    | Gautraud 16e · Le Crom 49e · Halbert 81e | Rapport              | 28e Koukougnon · 34e Sadala-Alain · 39e Lamouliatte · | Stade du Moulin Boisseau, Carquefou Arbitrage : Evan Le Cann | Stade du Moulin Boisseau, Carquefou Arbitrage : Evan Le Cann |
| 15h00                    | Tirs au but 4 - 3                        |                      |                                                       | Stade du Moulin Boisseau, Carquefou Arbitrage : Evan Le Cann | Stade du Moulin Boisseau, Carquefou Arbitrage : Evan Le Cann |

### Quarts de finale
Le tirage au sort a lieu le 23 février 2023,.

Les rencontres ont lieu le dimanche 12 mars 2023.
| dimanche 12 mars 2023 | USJA Carquefou (2)        | 0 - 4   | Clermont Foot 63 (1)                       |                                                                                     |                                                                                     |
| 14h30                 |                           | (0 - 1) | 45e Cantero · 61e Tribout · 48e 76e Fakili | Stade du Moulin Boisseau, Carquefou Diffuseur : YouTube Arbitrage : Mathieu Delaloy | Stade du Moulin Boisseau, Carquefou Diffuseur : YouTube Arbitrage : Mathieu Delaloy |
| 14h30                 | Halbert 45e · Le Crom 88e | Rapport | 41e Tribout · 81e Admar                    | Stade du Moulin Boisseau, Carquefou Diffuseur : YouTube Arbitrage : Mathieu Delaloy | Stade du Moulin Boisseau, Carquefou Diffuseur : YouTube Arbitrage : Mathieu Delaloy |

| dimanche 12 mars 2023 | Pau FC (2)             | 1 - 1 4 - 3 t. a. b. | Olympique lyonnais (1) |                                                                     |                                                                     |
| 14h30                 | Touyet 65e             | (0 - 1)              | 22e Chaib              | Nouste Camp, Bizanos Diffuseur : YouTube Arbitrage : Robin Hingrand | Nouste Camp, Bizanos Diffuseur : YouTube Arbitrage : Robin Hingrand |
| 14h30                 | Le Quellec Domeque 90e | Rapport              |                        | Nouste Camp, Bizanos Diffuseur : YouTube Arbitrage : Robin Hingrand | Nouste Camp, Bizanos Diffuseur : YouTube Arbitrage : Robin Hingrand |
| 14h30                 | Tirs au but 4 - 3      |                      |                        | Nouste Camp, Bizanos Diffuseur : YouTube Arbitrage : Robin Hingrand | Nouste Camp, Bizanos Diffuseur : YouTube Arbitrage : Robin Hingrand |

| dimanche 12 mars 2023 | FC Nantes (1) | 0 - 1   | AS Monaco (1)                      |                                                                           |                                                                           |
| 14h30                 |               | (0 - 0) | 61e Cabral                         | Stade Marcel-Saupin, Nantes Diffuseur : YouTube Arbitrage : Valentin Kihn | Stade Marcel-Saupin, Nantes Diffuseur : YouTube Arbitrage : Valentin Kihn |
| 14h30                 |               | Rapport | 19e Valme · 53e Michal · 90e Bamba | Stade Marcel-Saupin, Nantes Diffuseur : YouTube Arbitrage : Valentin Kihn | Stade Marcel-Saupin, Nantes Diffuseur : YouTube Arbitrage : Valentin Kihn |

| dimanche 12 mars 2023 | Stade rennais FC (1)                    | 2 - 2 7 - 6 t. a. b. | AJ Auxerre (1)     |                                                                                 |                                                                                 |
| 14h30                 | Matondo 45e · Lambourde 75e             | (1 - 2)              | 9e Dago · 40e Mary | Stade de La Piverdière, Rennes Diffuseur : YouTube Arbitrage : Lukas Puzilewicz | Stade de La Piverdière, Rennes Diffuseur : YouTube Arbitrage : Lukas Puzilewicz |
| 14h30                 | Matondo 67e · Tondeux 81e · Peslier 89e | Rapport              | 37e Mary ·         | Stade de La Piverdière, Rennes Diffuseur : YouTube Arbitrage : Lukas Puzilewicz | Stade de La Piverdière, Rennes Diffuseur : YouTube Arbitrage : Lukas Puzilewicz |
| 14h30                 | Tirs au but 7 - 6                       |                      |                    | Stade de La Piverdière, Rennes Diffuseur : YouTube Arbitrage : Lukas Puzilewicz | Stade de La Piverdière, Rennes Diffuseur : YouTube Arbitrage : Lukas Puzilewicz |

### Demi-finales
Le tirage au sort a lieu le 23 février 2023 en même temps que les Quarts de finale,.

Les rencontres ont lieu le dimanche 9 avril 2023.
| lundi 10 avril 2023 | Clermont Foot 63 (1)    | 2 - 2   | Stade rennais FC (1)       | Stade Gabriel-Montpied, Clermont-Ferrand     |                                              |
| 15h00               | Cantero 9e · Fakili 84e | (1 - 1) | 4e Lambourde · 63e Jacquet | Diffuseur : YouTube Arbitrage : Romain Rétif | Diffuseur : YouTube Arbitrage : Romain Rétif |
| 15h00               | Rapport                 |         |                            | Diffuseur : YouTube Arbitrage : Romain Rétif | Diffuseur : YouTube Arbitrage : Romain Rétif |
| 15h00               | Tirs au but 5 - 4       |         |                            | Diffuseur : YouTube Arbitrage : Romain Rétif | Diffuseur : YouTube Arbitrage : Romain Rétif |

| lundi 10 avril 2023 | Pau FC (2) | 0 - 2   | AS Monaco (1)             | Nouste Camp, Pau                             |                                              |
| 15h00               |            | (0 - 1) | 16e Dendani · 88e Tincres | Diffuseur : YouTube Arbitrage : Elian Douart | Diffuseur : YouTube Arbitrage : Elian Douart |
| 15h00               | Rapport    |         |                           | Diffuseur : YouTube Arbitrage : Elian Douart | Diffuseur : YouTube Arbitrage : Elian Douart |

### Finale
La finale se joue en ouverture de la finale de la Coupe de France 2022-2023 et se conclut sur une victoire finale de l'AS Monaco face au Clermont Foot 63.
| Titulaires :            |                         |  |
|                         |                         |  |
|                         | Théo Ramousse           |  |
|                         | Ibrahim Coulibaly       |  |
|                         | Gabin Mazeyrat          |  |
|                         | Robin Pages             |  |
|                         | El Hadj Mory Koné       |  |
|                         | Julien Astic 80e        |  |
|                         | Marouane Admar 59e      |  |
|                         | Enzo Tribout 46e        |  |
|                         | Enzo Cantero            |  |
|                         | Mohamed-Amine Bouchenna |  |
|                         | Ilhan Fakili 85e        |  |
|                         |                         |  |
| Remplaçants :           |                         |  |
|                         | Yanis Azagoh            |  |
|                         | Ilan Ihaddadene 46e     |  |
|                         | Colas Chastang 59e      |  |
|                         | Esteban Alberto 80e     |  |
|                         | Mathis Cohade 85e       |  |
|                         |                         |  |
| Entraîneur :            |                         |  |
| Sébastien Mazeyrat (en) |                         |  |

| Titulaires :      |                        |  |
|                   |                        |  |
|                   | Ethan Schulz           |  |
|                   | Mathis Coudour         |  |
|                   | Ritchy Valme           |  |
|                   | Allan Eser             |  |
|                   | Dan Sinaté             |  |
|                   | Pape Cabral            |  |
|                   | Mayssam Benama         |  |
|                   | Aladji Bamba 70e       |  |
|                   | Lucas Michal           |  |
|                   | Joan Tincres 76e       |  |
|                   | Saïmon Bouabré         |  |
|                   |                        |  |
| Remplaçants :     |                        |  |
|                   | Yanis Benchaouch Marty |  |
|                   | Yannick Gesan 70e      |  |
|                   | Nacim Dendani 76e      |  |
|                   | Kévin Sitou            |  |
|                   | Sandro Bertolucci      |  |
|                   |                        |  |
| Entraîneur :      |                        |  |
| Frédéric Barilaro |                        |  |

| Titulaires :            |                         |  |
|                         |                         |  |
|                         | Théo Ramousse           |  |
|                         | Ibrahim Coulibaly       |  |
|                         | Gabin Mazeyrat          |  |
|                         | Robin Pages             |  |
|                         | El Hadj Mory Koné       |  |
|                         | Julien Astic 80e        |  |
|                         | Marouane Admar 59e      |  |
|                         | Enzo Tribout 46e        |  |
|                         | Enzo Cantero            |  |
|                         | Mohamed-Amine Bouchenna |  |
|                         | Ilhan Fakili 85e        |  |
|                         |                         |  |
| Remplaçants :           |                         |  |
|                         | Yanis Azagoh            |  |
|                         | Ilan Ihaddadene 46e     |  |
|                         | Colas Chastang 59e      |  |
|                         | Esteban Alberto 80e     |  |
|                         | Mathis Cohade 85e       |  |
|                         |                         |  |
| Entraîneur :            |                         |  |
| Sébastien Mazeyrat (en) |                         |  |

| Titulaires :      |                        |  |
|                   |                        |  |
|                   | Ethan Schulz           |  |
|                   | Mathis Coudour         |  |
|                   | Ritchy Valme           |  |
|                   | Allan Eser             |  |
|                   | Dan Sinaté             |  |
|                   | Pape Cabral            |  |
|                   | Mayssam Benama         |  |
|                   | Aladji Bamba 70e       |  |
|                   | Lucas Michal           |  |
|                   | Joan Tincres 76e       |  |
|                   | Saïmon Bouabré         |  |
|                   |                        |  |
| Remplaçants :     |                        |  |
|                   | Yanis Benchaouch Marty |  |
|                   | Yannick Gesan 70e      |  |
|                   | Nacim Dendani 76e      |  |
|                   | Kévin Sitou            |  |
|                   | Sandro Bertolucci      |  |
|                   |                        |  |
| Entraîneur :      |                        |  |
| Frédéric Barilaro |                        |  |

## Synthèse

### Nombre d'équipes par division et par tour
| Divisions / Manches             | 1er tour fédéral | 32es de finale | 16es de finale | 8es de finale | Quarts de finale | Demi-finales  | Finale        | Vainqueur     |
| ------------------------------- | ---------------- | -------------- | -------------- | ------------- | ---------------- | ------------- | ------------- | ------------- |
| Championnat de France (1)       | 56               | 35             | 21             | 11            | 6                | 3             | 2             | 1             |
| Championnats régionaux (2)      | 66               | 27             | 11             | 5             | 2                | 1             | aucune équipe | aucune équipe |
| Championnats départementaux (3) | 6                | 2              | aucune équipe  | aucune équipe | aucune équipe    | aucune équipe | aucune équipe | aucune équipe |
| Total                           | 128              | 64             | 32             | 16            | 8                | 4             | 2             | 1             |